# Rainer A. Krewerth
Rainer Alexander Krewerth (* 12. September 1943 in Warendorf; † 30. März 2003 in Schweden) war ein deutscher Journalist und Schriftsteller, der auch unter den Pseudonymen Promenadus und Kornelius Koeffner veröffentlichte.

## Leben
Rainer A. Krewerth wuchs als Sohn eines Beamten in Oelde auf und besuchte 1958 bis 1960 das Benediktinerinternat in Meschede, danach das Gymnasium Laurentianum in Warendorf. Bereits in den frühen 1960er Jahren veröffentlichte er in regionalen Tageszeitungen Berichte, kommunalpolitische Kommentare und Reisereportagen. Nach dem Abitur studierte er bis 1968 Germanistik, Publizistik, Kunstgeschichte und Schwedisch in Münster und München. Zeitweise finanzierte er sein Studium durch Nebenjobs als Werkstudent, Urlaubsvertretung bei Tageszeitungen und als Chauffeur.
Ab 1971 war er als Reporter tätig, ab 1976 als stellvertretender Chefredakteur beim christlichen Magazin Weltbild in Augsburg.
1978 bis 1982 war er als freier Schriftsteller und Journalist für Blätter wie Merian, Welt am Sonntag, P.M., Bunte, Hörzu und Handelsblatt tätig.
Nach der 1982 erfolgten Rückkehr nach Warendorf arbeitete er als Redaktionsleiter bei einer Tageszeitung, ehe er 1984 die Tätigkeit für Tageszeitungen endgültig aufgab. Seit 1982 fungierte er als Herausgeber des "Jahrbuchs Westfalen". Er engagierte sich im Heimatverein Warendorf (1983 bis 1995 Vorsitzender), arbeitete an Denkmalschutzprogrammen mit und war "sachkundiger Bürger" im Kulturausschuss des Rates der Stadt Warendorf. Ab 1985 machte er Feuilletons, Städte- und Landschaftsporträts sowie biographische Skizzen für den WDR-Hörfunk. Er verstarb am 30. März 2003 während einer Schwedenreise. Nach Rainer A. Krewerth ist in Warendorf eine Straße benannt.

## Auszeichnungen und Ehrungen
- 1977 ehrenamtlicher Dozent der Bayerischen Journalistenschule
- 2002 Augustin-Wibbelt-Plakette

## Werke (Auswahl)
- 1970 Zu Gast im Münsterland. Kleine Paradiese an stillen Nebenwegen
- 1971 Wo Lukullus platt spricht. Neue Streifzüge durch das Münsterland
- 1976 Türmer Tons und die Geister von Lamberti. Ein Bilderbuch für Ilka, Moritz und alle Kinder aus Münster und dem Münsterland
- 1977 Burgen, die im Wasser träumen. Die Burgen und Schlösser im Münsterland. Ihre Geschichte und ihre Gegenwart, ihre Baumeister und ihre Besitzer, ihre Lage und ihre Sagen
- 1979 Johannes Paul II. Der Papst, der alle Herzen gewinnt
- 1979 Wie Berntzen Bernd das Emsland im Ballon erobert. Ein Kinderbuch für Kai-Hinrich und alle Kinder im Emsland
- 1979 Wo die wilden Pferde leben. Über Sommer und Winter, Geburt und Tod in der Wildbahn von Dülmen
- 1980 Emsland-Pfade. Wie mir Heide und Moor, Auen und Alleen, Städte und Dörfer unter die Räder gekommen sind
- 1980 Johannes Paul II. in Deutschland. Sein Leben, seine Reisen, sein Wirken, seine Kirche
- 1980 Nostalgiepättken. Im Emsland zu Gast. Reiseskizzen aus Museen, Heide und Moor, aus Städten und alten Dörfen zwischen Emsbüren und Papenburg
- 1981 Sehnsucht nach Münster (mit J. Hawle)
- 1981 Wo das Münsterland am schönsten ist in Münster und siebenmal um Münster herum. Acht Entdeckungsfahrten für Einheimische, Reisende und Zugereiste. Ein Reiseführer, Bildband und Lesebuch
- 1982 Auswandern?
- 1982 So sieht das Münsterland von oben aus. Städte und Dörfer, Burgen, Schlösser, Kirchen und Klöster, Wiesen, Wälder, Felder und Flüsse. Aus der Vogelschau geschildert
- 1983 "Ob Sie wohl so gut sein wollen und haben unsern kleinen schwarzen Hund nicht gesehen." Auf gut westfälisch
- 1982 Unser schönes Bayern. Farbenprächtiges Land unter weißblauem Himmel
- 1984 Ehrlich gesagt
- 1985 Nordrhein-Westfalen
- 1986 Warendorfer Kleinigkeiten
- 1986 Jovel, schofel, Apenküster! Etc. Münsterländisches Schimpfwörterbuch. Hochdeutsch, Plattdeutsch, Masematte
- 1988 Münster. Schöne Hauptstadt in Westfalen
- 1988 Unser Land Ostmünsterland
- 1989 Sport, Erholung, Freizeit im Emsland
- 1990 Westfalen, Land der Wasserburgen
- 1994 Auf gut westfälisch. Geschichten aus einem Vierteljahrhundert
- 1994 Die alte Ems. Bildpostkarten zeigen, wie es früher einmal war
- 1994 Meppen. Alte Stadt am Wasser
- 1995 Johannes Paul II. Wanderer zwischen den Welten
- 1995 Gute Fahrt ins Hasetal
- 1996 Johannes Paul II.
- 1996 Wie Berntzen Bernd das Emsland im Ballon erobert
- 1996 Adam & Eva. So zogen Sonderlinge über das Land oder Zwei Arme Teufel in Westfalen
- 1998 Durch die stille Jahreszeit. Advent bis Dreikönige in Westfalen